# Charles-Henri Petersen
Charles-Henri Petersen, né Carl Heinrich Petersen (1792-1859) est un architecte paysagiste allemand originaire de Altenbourg, Saxe. Vers 1820 il s'installe en Belgique. Plusieurs de ses parcs paysagers ont été conservés en Belgique. L'importance de ses interventions dans les parcs et jardins, au moment de la Belgique naissante, en font un défenseur des jardins "à l'anglaise" et un pionnier dans la conception de serres monumentales à réputation européenne, en commençant par celle édifiée dans le Parc de Bierbais (1828), où Peterson habite jusqu'à son décès le 2 décembre 1859.

## Réalisations
- Parc du château de Bierbais, y compris les anciennes serres, aujourd'hui devenues les Orangeries de Bierbais, 1828 (pour C.J.G. de Man de Lennick)[3].
- Jardin botanique de Bruxelles, inauguré en 1829 (plans retravaillés par Jean-Baptiste Meeus-Wouters).
- Hof ter Mick à Brasschaat, 1830.
- Parc du château de Leut, 1830 (dans le style anglais, partiellement exécuté).
- Parc du Domaine de Mariemont, 1832 (27 ha à l'anglaise, pour Nicolas Warocqué).
- Parc du château de Merode à Westerlo, 1834 (plans exécutés en 1870).

Les Orangeries de Bierbais
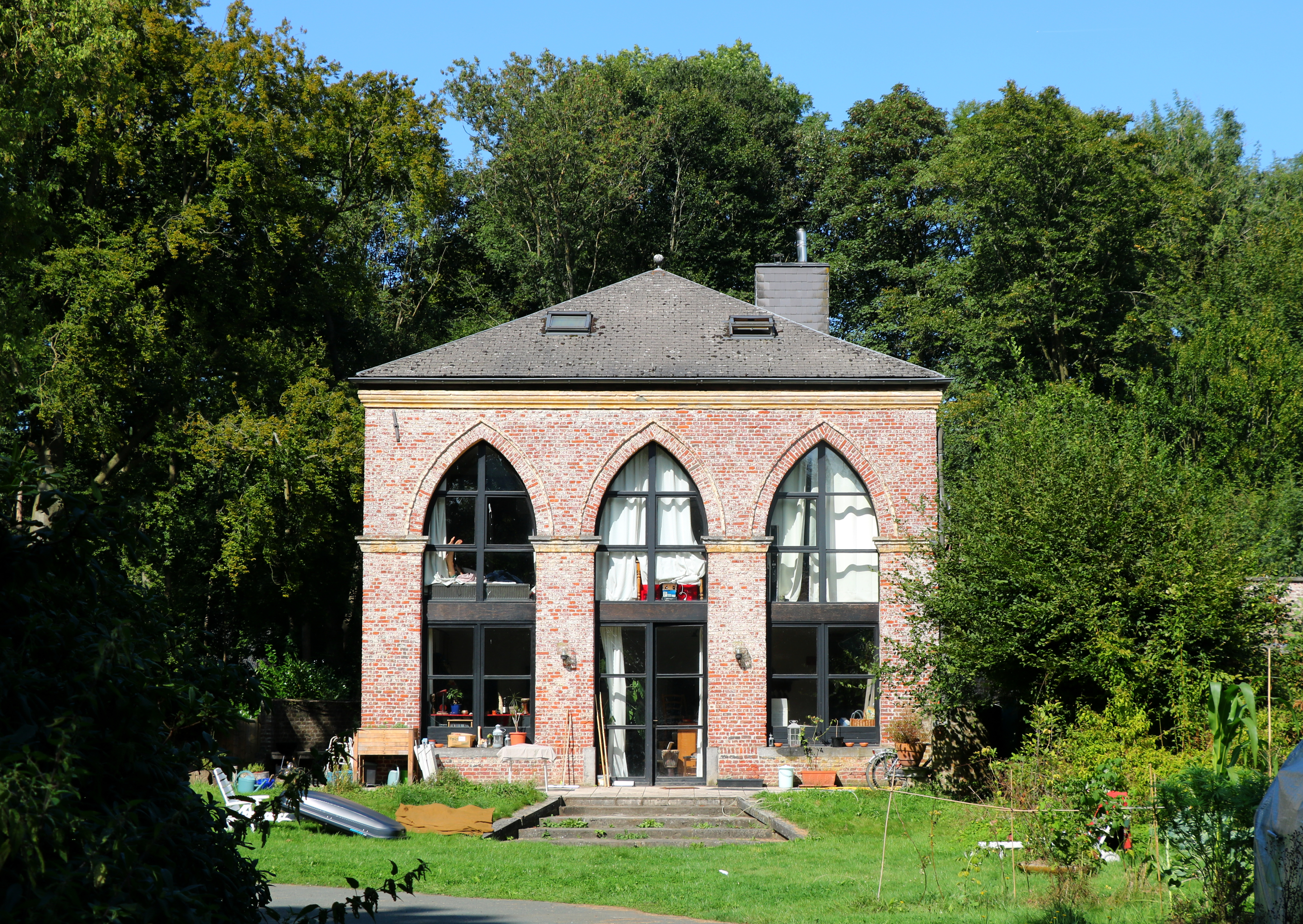
L'orangerie occidentale.
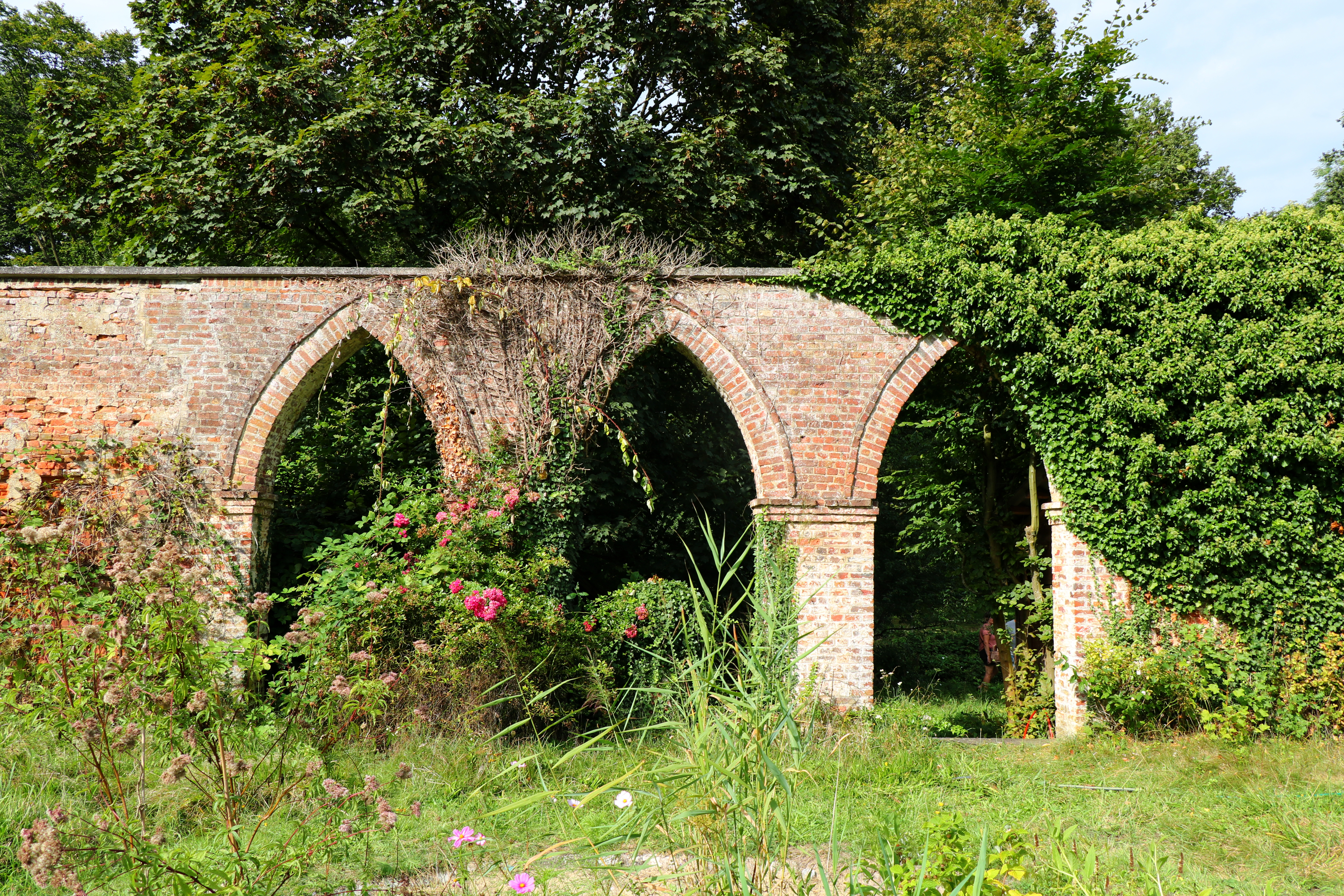
Les arcades centrales.
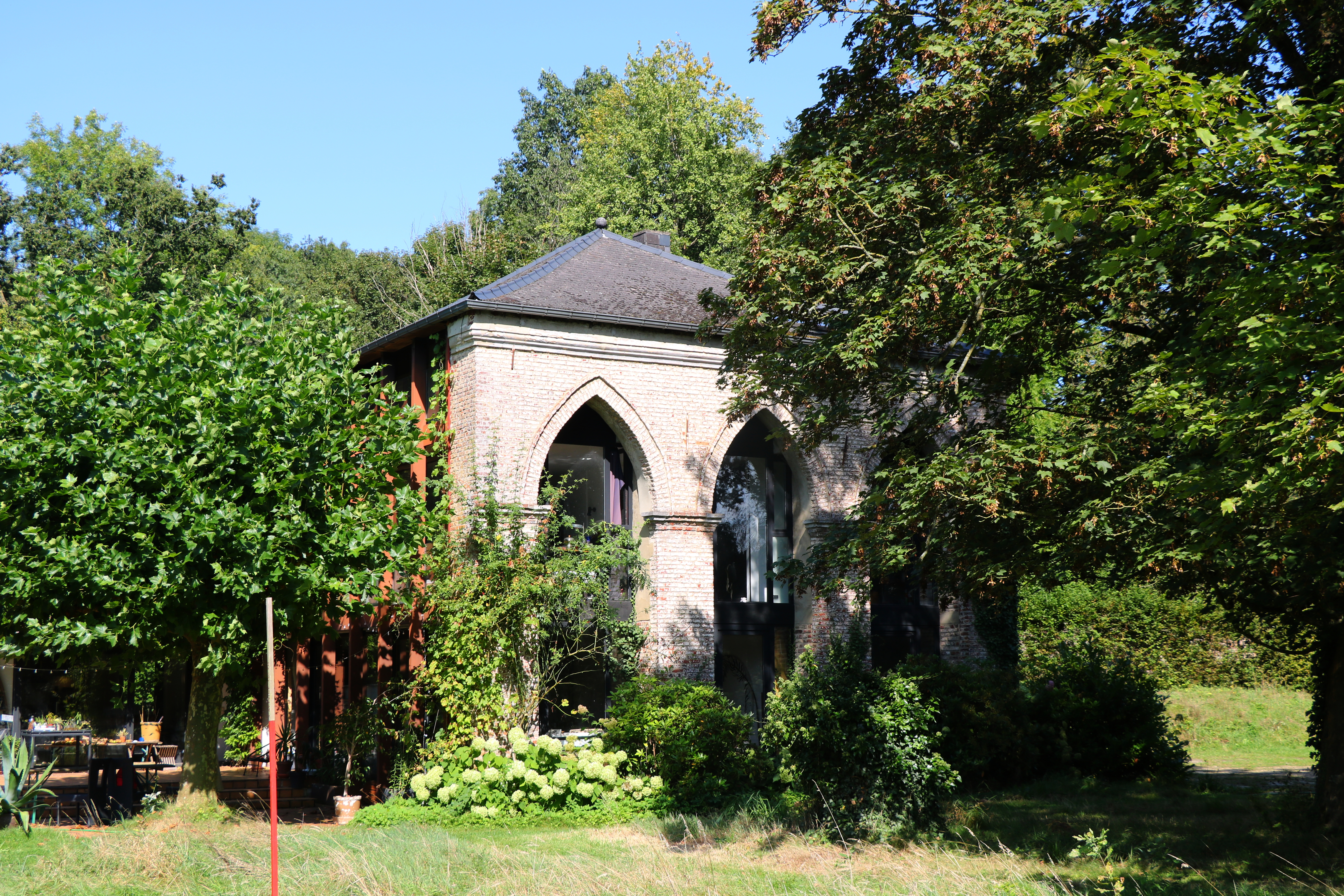
L'orangerie orientale.
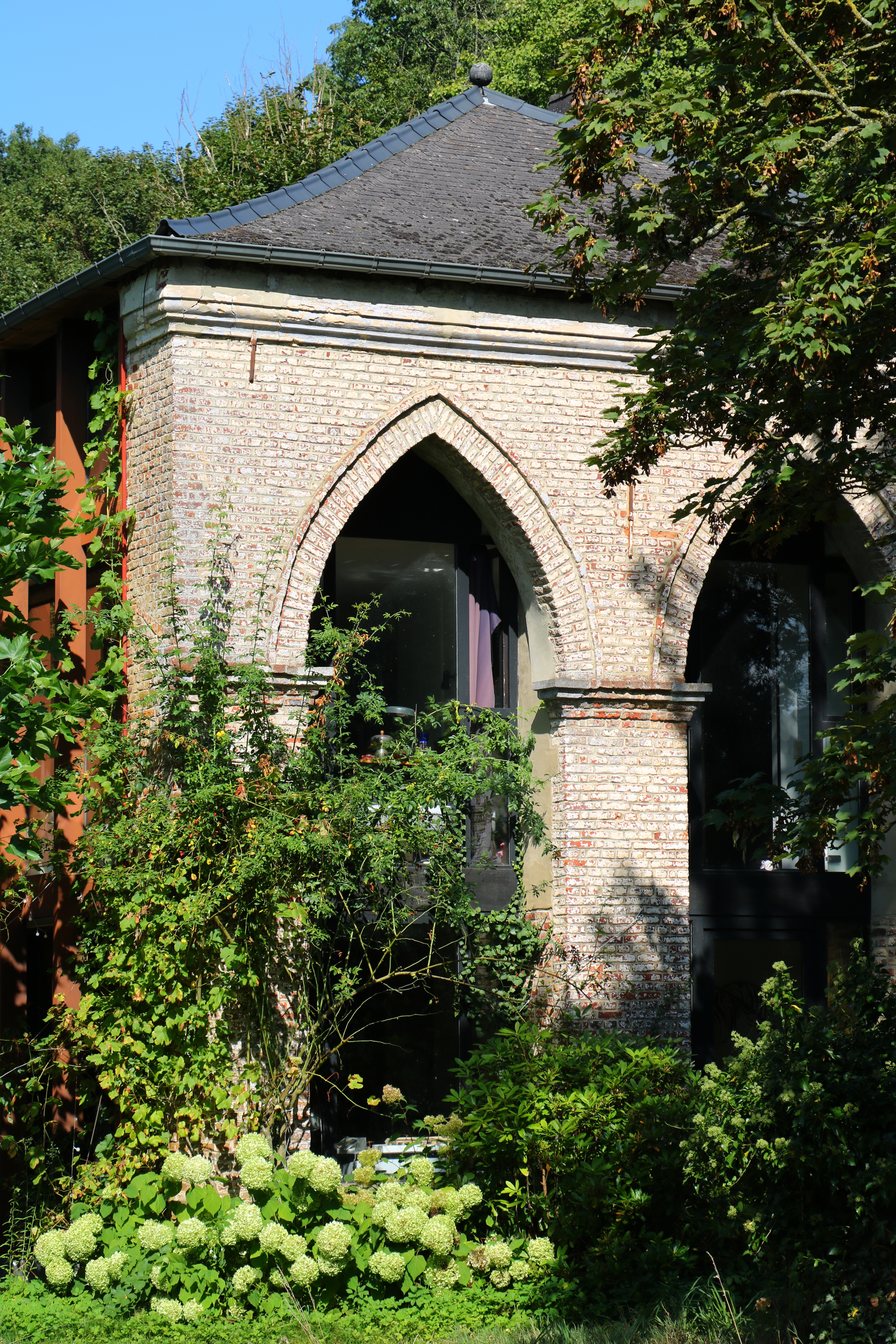
Détail de l'orangerie orientale.